# Jigga Jigga!
A Jigga Jigga! a német Scooter együttes 2003-ban megjelent kislemeze. A dal felkerült a közel egy évvel később kiadott "Mind the Gap" című nagylemezükre, bár annak egyes változatairól lehagyták. A szám rendszeresen felbukkan a koncertek programjában mind rövid, mind hosszú változatában. Három különféle dal feldolgozása: Mac Zimms - "L'Announce Des Couleurs (The Mystery Remix)", a Fictivision vs. C-Quence - "Symbols", és Alex M.O.R.P.H. - "Creatures of the Sunlight" című dalaiból tartalmaz részleteket. B-oldala, a "Shinjuku" egy lassabb tempójú, teljesen eredeti szerzemény.
A dallal a Scooter elindult az Eurovíziós Dalfesztivál 2004-es németországi selejtezőjén, egy rövidebb változatban, de a női vokált éneklő Nikk élő vendégszereplésével. Végül nem jutottak ki a rendezvényre, mert csak másodikok lettek.

## Számok listája

### Eredeti kiadás
1. Jigga Jigga! (Radio Edit) (3:55)
2. Jigga Jigga! (Club Mix) (7:36)
3. Jigga Jigga! (Extended Mix) (6:01)
4. Shinjuku (4:02)

### Brit kiadás
1. Jigga Jigga! (Radio Edit) (3:55)
2. Jigga Jigga! (Club Mix) (7:32)
3. Jigga Jigga! (Extended Mix) (5:57)
4. Jigga Jigga! (Flip & Fill Mix) (6:13)
5. Jigga Jigga (Clubstar's Sunlight Mix) (6:13)

Nagy-Britanniában kiadásra került továbbá egy kék borítós változat is, melyen a "Radio Edit" mellett a "Nessaja" kapott még helyet.

### Vinyl verzió
Promóciós célokkal ez a változat már hamarabb megjelent. 2003. november 4-én először csak a Club Mixet adták ki, majd november 27-én az Extended Mix-szel közös verziót.
- A1: Jigga Jigga! (Club Mix)
- B1: Jigga Jigga! (Extended Mix)

## Más változatok
2004-ben a promóciós célból kiadott brit bakelitkiadásra felkerült egy "Pez Tellet vs. Northstarz Mix" is. Ez később 2013-ban a "Mind the Gap (20 Years of Hardcore Expanded Edition)"-re is felkerült.
2004-ben a "10th Anniversary Concert" kiadványra élőben felvett változata is felkerült, szerepelt továbbá a 2008-as "Live In Berlin" videófelvételen és a 2011-es "The Stadium Techno Inferno" koncertkiadványon.
Szerepel a 2006-os "Excess All Areas" koncertalbumon, méghozzá a "The Chaser" című számmal egy medleyben játszva.
2014-ben a "The Fifth Chapter" című nagylemez második CD-jére felkerült a dal "Dave202 Remix" változata. Azok, akik az interneten keresztül vásárolták ezt meg, bónuszként megkapták a "Dave202 Arena Remix" című változatot is, ami lényegében megegyezik az eredetivel, de két perccel hosszabb.

## Videoklip
A számhoz tartozó videóklipet Japánban forgatták, ahol ekkoriban turnéztak. Maga a "jigga" szó is a japánokra utal, mert a szlengben ezt a kifejezést azokra a japán fiatalokra használják, akik az amerikai rapper-kultúrát utánozzák. A B-oldal címe pedig Tokió egyik városrészére utal. Különféle japán helyszíneken látható az együttes, továbbá bevágások láthatóak egyes japán tévéadásokból, az egész klipet pedig olyan szűrők segítségével vették fel, melynek köszönhetően a kép szemcsésnek látszik, illetve olyan hatásúnak, mintha egy képcsöves kamerarendszeren keresztül néznénk. A klipben a refrénnél fekete-fehér részek is láthatóak, ahogy egy lány a kezében visz egy halat.
Az utolsó jelenetben Jay csörgődobon játszik, Rick pedig gitározik egy kis dobgitáron, egy mozgólépcső tövében, az előttük látható kalapba pedig H.P. pénzt dob, ahogy elsétál előttük.
Létezik a videoklipnek egy úgynevezett "Porn Star" verziója. Ez az eredeti, cenzúrázatlan, ugyanis a sok bevágás közé ebbe a változatba bekerült rögtön a klip elejére egy japán pornófilmből származó, másodpercnyi hosszúságú snitt. Mégis, mivel egyértelműen szexuális aktust végeznek rajta, így cenzúrázni kellett.

## Közreműködtek
- H.P. Baxxter a.k.a. "The Lyrical Teaser" (szöveg)
- Rick J. Jordan, Jay Frog (zene)
- Jens Thele (menedzser)
- Nikk (női vokál)
- Marc Schilkowski (borítóterv)
- Christian Spreitz (fényképek)
- Aya Puster (fordítások japánra)